# Hardy Krüger
Franz Eberhard August "Hardy" Krüger (Berlín, República de Weimar, 12 d'abril de 1928 – Palm Springs, Califòrnia, 19 de gener de 2022) va ser un actor i escriptor alemany. Va participar en films europeus i nord-americans d'èxit.

## Biografia
Fill de l'enginyer Max Krüger i d'Auguste Meier, va ingressar el 1941, als 13 anys, en les Joventuts Hitlerianes (Hitler Jugend) i posteriorment a l'escola-internat d'elit nacionalsocialista Adolf-Hitler-Schule. Per la seva aparença física, va ser seleccionat com a actor del film de propaganda nazi Junge Adler (1944). A l'any següent, als 16 anys, acabats els seus estudis, va ser reclutat en la infanteria en la 38 SS Division Nibelungen, i caigué presoner de les tropes nord-americanes.
Va ser alliberat poc després, i va començar a participar en teatres d'Hamburg i Hannover. Ja el 1949, ho feia en teatres de Berlín, Múnic i Stuttgart. Va orientar la seva carrera novament cap al cinema amb el film Diese Nacht vergess Ich nie (1949), i continuà amb altres films alemanys.
A mitjans de la dècada de 1950, va decidir viatjar a París i Londres buscant nous horitzons. A la capital britànica, va conèixer el productor J. Arthur Rank, fundador de l'Organització Rank, que el va recomanar per aparèixer en les produccions L'únic evadit (1957), Bachelor of Hearts (1958) i La clau de l'enigma (1959), que el van llançar a l'ambient cinematogràfic internacional. A l'any següent, va actuar en el reeixit film francès Un taxi per Tobruk (1960).
Interessat en Àfrica, va adquirir el 1960 una propietat rural a l'Ngorongoro, l'actual Tanzània, lloc que serviria per a la filmació de la seva següent pel·lícula, Hatari! (1962), al costat de John Wayne. Per causes de política interna, va haver de vendre-la el 1973.
La seva fluïdesa en els idiomes alemany, anglès i francès era molt apreciada pels productors, que el sol·licitaven per a les seves pel·lícules. Això també li va servir a l'actor per a seleccionar guions de millor qualitat i participar en coproduccions internacionals.
Va seguir participant en films ja clàssics com Sundays and Cybele (1962), El vol del Fènix (1965), El secret de Santa Vittoria (1969), Barry Lyndon (1975), Un pont massa llunyà (1977), i The Wild Geese (1978), entre d'altres.
El 1970, va iniciar la seva carrera com a escriptor, i publicà més d'una dotzena de llibres.
Va estar casat en tres ocasions i tenia tres fills d'aquests matrimonis. Els seus fills, Christiane Krüger i Hardy Krüger fill, també van seguir la carrera del seu pare.
Va rebre diversos premis alemanys per la seva carrera cinematogràfica. L'any 2001 va rebre la Legió d'Honor francesa en grau d'oficial, i el 2008 el Premi Bambi per la seva trajectòria professional.

## Filmografia
Filmografia:
- Young Eagles (1944)
- You Have to be Beautiful (1951)
- My Name is Niki (1952)
- Die Jungfrau auf dem Dach (1953)
- As Long com You're Near Me (1953)
- Muß man sich gleich scheiden lassen? (1953)
- Alibi (1955)
- Liane, Jungle Goddess (1956)
- Die Christel von der Post (1956)
- Banktresor 713 (1957)
- Der Fuchs von Paris (1957)
- The One That Got Away (1957)
- Confess, Doctor Corda (1958)
- Bachelor of Hearts (1958)
- The Rest Is Silence (1959)
- Blind Date (1959)
- The Goose of Sedan (1959)
- Cry Double Cross (Bumerang) (1960)
- Un taxi cap a Tobrouk (1961)
- Zwei unter Millionen (1961)
- Hatari! (1962)
- Les dimanches de Ville d'Avray (1962)
- Three Fables of Love (1962)
- Le Gros Coup (1964)
- The Uninhibited (1965)
- Le Chant du monde (1965)
- El vol del fènix (The Flight of the Phoenix) (1965)
- The Defector (1966)
- La Grande Sauterelle (1967)
- Le Franciscain de Bourges (1968)
- El secret de Santa Vittoria (The Secret of Santa Vittoria) (1969)
- La batalla del Neretva (1969)
- The Lady of Monza (1969)
- The Red Tent (1969)
- Das Messer (1971) (TV minisèrie)
- What the Peeper Saw (1972)
- Le Solitaire (1973)
- Emboscada a l'Extrem Orient (Paper Tiger) (1975)
- Barry Lyndon (1975)
- Potato Fritz (1976)
- The Spy Who Never Was (1976)
- À chacun son enfer (1977)
- Un pont massa llunyà (A Bridge Too Far) (1977)
- The Wild Geese (1978)
- Blue Fin (1978)
- High Society Limited (1982)
- Objectiu mortal (Wrong Is Right) (1982)
- Slagskämpen (The Inside Man) (1984)
- War and Remembrance (1988) (TV minisèrie)
- Familiengeheimnisse – Liebe, Schuld und Tod (2011) (telefilm)

## Premis i nominacions
Nominacions
- 1966: Globus d'Or al millor actor secundari per El vol del fènix